# Piauí EC
Der Piauí Esporte Clube, in der Regel nur kurz Piauí genannt, ist ein Fußballverein aus Teresina im brasilianischen Bundesstaat Piauí.

## Erfolge
- Staatsmeisterschaft von Piauí (6×): 1966, 1967, 1968, 1969, 1985, 2025

## Stadion
Der Verein trägt seine Heimspiele im Estádio Lindolfo Monteiro, auch unter dem Namen Lindolfinho bekannt, in Teresina aus. Das Stadion hat ein Fassungsvermögen von 12.760 Personen.

## Trainerchronik
| Trainer       | Nation    | von           | bis |
| ------------- | --------- | ------------- | --- |
| Paulo Moroni  | Brasilien | 2014          |     |
| Marcão        | Brasilien | 2015          |     |
| Paulo Moroni  | Brasilien | 2015          |     |
| João Nildo    | Brasilien | 2016          |     |
| Marcão        | Brasilien | 2017          |     |
| Fabiano Macau | Brasilien | 2017          |     |
| Aníbal Lemos  | Brasilien | 2018          |     |
| Lucas Andrade | Brasilien | 2019          |     |
| Kennedy Gomes | Brasilien | Dezember 2019 |     |
| Jorge Bug     | Brasilien | 2020          |     |